# Anisodes egens
Anisodes egens là một loài bướm đêm trong họ Geometridae.